# Corsac
Corsac (en francès Coursac) és un municipi francès situat al departament de la Dordonya i a la regió de la Nova Aquitània.

## Demografia
| 1962                                       | 1968 | 1975 | 1982 | 1990  | 1999  | 2007  |
| ------------------------------------------ | ---- | ---- | ---- | ----- | ----- | ----- |
| 509                                        | 496  | 549  | 877  | 1.175 | 1.344 | 1.685 |
| Des de 1962: població sense dobles comptes |      |      |      |       |       |       |

## Administració
| Període | Identitat        | Partit |
| ------- | ---------------- | ------ |
| 1983-   | Bernard Peyrouny |        |

## Agermanaments
- Fernelmont